# Maslivka, Troițke
Maslivka (în ucraineană Маслівка) este un sat în comuna Voievodske din raionul Troițke, regiunea Luhansk, Ucraina.

## Demografie
Componența lingvistică a localității Maslivka
     Ucraineană (58,33%)
     Rusă (41,67%)
Conform recensământului din 2001, majoritatea populației localității Maslivka era vorbitoare de ucraineană (58,33%), existând în minoritate și vorbitori de rusă (41,67%).